# Andris Smirnovs
Pour les articles homonymes, voir Smirnovs.
Andris Smirnovs, né le 6 février 1990 à Ventspils, est un coureur cycliste letton.

## Palmarès
- 2007
  - 1re étape du Tour de la région de Łódź
- 2010
  - 2e du championnat de Lettonie sur route espoirs
  - 3e du Riga Grand Prix
- 2011
  - Budapest GP
  - Kernen Omloop Echt-Susteren
  - 10e du championnat du monde sur route espoirs
- 2012
  - Challenges de la Marche verte - GP Oued Eddahab
  - 3e du championnat de Lettonie contre-la-montre espoirs
  - 8e du Tour des Flandres espoirs
  - 8e du championnat d'Europe sur route espoirs
- 2013
  - 6e étape du Baltic Chain Tour
  - 3e du Grand Prix Pino Cerami
- 2014
  - 2e de la Mayor Cup
  - 2e du Grand Prix de Moscou
- 2015
  - 3e du championnat de Lettonie sur route
- 2016
  - 2e du Grand Prix de Minsk

## Classements mondiaux
| Année           | 2010 | 2011 | 2012 | 2013 | 2014 |
| --------------- | ---- | ---- | ---- | ---- | ---- |
| UCI Africa Tour |      |      | 22e  |      |      |
| UCI Asia Tour   |      |      |      | 181e | 198e |
| UCI Europe Tour | 729e | 137e | 774e | 232e | 177e |